# جانی رپید
جانی رپید (انگلیسی: Johnny Rapid؛ زادهٔ ۲۴ اوت ۱۹۹۲) بازیگر فیلم‌های پورنوگرافی گی اهل ایالات متحده آمریکا است. او در بیش از ۲۰۰ فیلم ظاهر شده‌است.

## زندگی شخصی
رپید زندگی شخصی‌اش را مخفی نگه می‌دارد. او پیش‌تر گفته بود دگرجنس‌گرا است ولی بعداً خود را دوجنس‌گرا معرفی کرد.

### دستگیری برای ضرب‌وشتم
در دسامبر ۲۰۱۴، راپید در شهرستان راکدیل، جورجیا، دستگیر شد و به اتهام ضربه زدن و خفه کردن دوست دخترش پس از اینکه او از مشارکت با او در یک عمل جنسی با یک دختر ۱۴ ساله امتناع کرد، متهم شد.